# Yizhang
Yizhang  (en chino, 宜章; pinyin, Yízhāng) es un condado  bajo la administración directa de la Prefectura Chenzhou en la Provincia de Hunan, República Popular China.  Su área es de 2117 km² y su población total para 2010 superó los 570 mil habitantes. 

## Administración
Desde diciembre de 2023, el  Condado Yizhang se divide en 19 pueblos que se administran en 14 poblados,  4 villas y 1 villa étnica. 

## Toponimia
Debido a la presencia de dos ríos en su territorio, el Dazhang (大章 el gran Zhang) y el Xiaozhang (小章 el pequeño Zhang), esta región se documentó originalmente "Yizhang" (义章 el equilibrio del Zhang). Sin embargo, en el año 976 durante la dinastía Song del Norte, para evitar el tabú que un lugar lleve el nombre de un gobernante, el emperador Zhao Guang[yi] (赵光义), el "Yi" (义 equilibrio) se cambió por el homófono "Yi" (宜 adecuado) perdiendo la connotación moral original, pero manteniendo la referencia geográfica. Esta escritura se ha mantenido desde entonces.